# 84951 Kenwilson
84951 Kenwilson este un asteroid din centura principală de asteroizi.

## Descriere
84951 Kenwilson este un asteroid din centura principală de asteroizi. A fost descoperit pe 1 decembrie 2003 în cadrul proiectului CSS. Asteroidul prezintă o orbită caracterizată de o semiaxă mare de 2,63 ua, o excentricitate de 0,06 și o înclinație de 15,6° în raport cu ecliptica.